# Manushaqe Shehu
Manushaqe Shehu (* 5. November 1965 in Peshkopia) ist eine albanische Juristin und Offizierin im Range eines Brigadegenerales. Seit 2018 ist sie stellvertretende Generalstabschefin (albanisch Komandant i Komandës së Doktrinës dhe Stërvitjes) der Albanischen Streitkräfte.
Manushaqe Shehu ist die erste Frau Albaniens und des gesamten Balkans, die einen Generalsrang erreicht hat. Sie hat sich durch ihren Einsatz zur Förderung der Frau im Militär und der militärisch-zivilen Zusammenarbeit mehrfach ausgezeichnet.

## Ausbildung
Manushaqe Shehu stammt aus einer Familie von Armeeangehörigen: Neben ihrem Vater und Onkel dienten auch ihre zwei Brüder in der Armee. Im Alter von 19 Jahren begann sie 1984 ihr Studium an der Hohen Akademie für Offiziere in Tirana, das sie 1988 erfolgreich absolvierte. Von 1989 bis 1994 studierte sie an der juristischen Fakultät der Universität Shkodra.
Zwischen 2000 und 2002 absolvierte sie eine Ausbildung zum Generalstabsoffizier an der militärischen Akademie in Tirana. Von 2004 bis 2005 besuchte sie logistische und militärische Ausbildungen in Tours und an der Akademie des Generalstabs in Tirana. 2007 begann sie ein Studium an der Hochschule für regionale Sicherheit und Verteidigung, das sie 2010 erfolgreich mit einem Master im Bereich nationale Sicherheit beendete und mit einer Promotion fortsetzte.
Bis 2016 absolvierte sie an militärischen Bildungseinrichtungen europäischer Mitglieder der NATO mehrere Kurse. Dadurch konnte sie ihre Kompetenzen in den Bereichen Geschlechtergerechtigkeit bei Friedensmissionen, Menschenführung, militärisch-zivile Zusammenarbeit und Kampf gegen Menschenhandel stärken.

## Karriere
Nach der erfolgreichen Absolvierung ihrer Offiziersausbildung wurde sie zurück in ihre Geburtsstadt abkommandiert und zur Leiterin der Intendantur eines Bataillons der Brigade 3900 ernannt. 1991 erhielt sie den Dienstgrad eines Hauptmanns. In den folgenden Jahren bekleidete sie mehrere Führungspositionen und stieg zur Leiterin der Logistik der Division 1100 in Shkodra auf. Das Verteidigungsministerium ernannte sie 1996 zur Spezialistin für Finanzkontrolle und militärische Notreserven.
Zwischen 2000 und 2002 arbeitete sie als Übersetzerin und war Teil eines Teams des Verteidigungsministeriums der Vereinigten Staaten in Tirana. 2003 erfolgte die Beförderung zum Major, und sie wurde zur Leiterin des Versorgungsdienstes der Albanischen Streitkräfte ernannt. In dieser Funktion wirkte sie bis 2004 an Projekten zur Umstrukturierung der Streitkräfte allgemein und der Logistik im Speziellen mit. Nach ihrer Beförderung zum Oberstleutnant wurde sie Protokollchefin im Generalstab.
Am 8. Oktober 2007 ernannte sie Präsident Bamir Topi zu seiner militärischen Assistentin für den Beitrittsprozess in die NATO, der 2009 abgeschlossen wurde. 2010 wurde sie zum Oberst befördert. Im Februar 2011 trat sie ihre Stelle als militärischen Beraterin des Präsidenten an. Ab September 2012 leitete sie die Abteilung für militärisch-zivile Zusammenarbeit im Verteidigungsministerium.
Im November 2016 wurde sie zur Kommandantin der Akademie für Unteroffiziere ernannt und als erste Frau Albaniens zum Brigadegeneral befördert. Von Dezember 2016 bis Januar 2018 leitete sie das Kommando für Doktrin und Ausbildung (albanisch Komanda e Doktrinës dhe Stërvitjes) und ist somit für die militärische Ausbildung aller Soldaten der Albanischen Streitkräfte verantwortlich. Seit dem 16. Januar 2018 ist sie stellvertretende Generalstabschefin der Albanischen Streitkräfte.

## Auszeichnungen
Manushaqe Shehu bekam vom albanischen Verteidigungsministerium und des Generalstabes der Albanischen Streitkräfte mehrere Auszeichnungen und Medaillen verliehen. Gründe waren unter anderem ihre Leistungen als Sportlerin und ihr Einsatz zur Umsetzung der Resolution 1325 des UN-Sicherheitsrates innerhalb der albanischen Armee.

## Privates
Manushaqe Shehu ist verheiratet und Mutter eines Sohnes und einer Tochter.